# Risoluzione conciliatoria
La Risoluzione conciliatoria fu una proposta di legge approvata dal Parlamento britannico nel tentativo di raggiungere un accordo pacifico con le Tredici Colonie, due mesi prima dello scoppio della guerra d'indipendenza americana.
Nel gennaio 1775, il Parlamento prese in considerazione le petizioni delle colonie relative agli Coercive Acts, inclusa una petizione al Re dal Primo congresso continentale, e discusse i modi per risolvere la crisi con le Tredici Colonie. Una proposta di William Pitt per riconoscere l'autogoverno coloniale venne respinta dalla Camera dei Lord. Pitt propose allora il ritiro delle truppe da Boston, ma la mozione fu sconfitta. Nel febbraio, Pitt presentò un piano di conciliazione basato su concessioni reciproche, ma anche questo venne respinto. Il 2 febbraio, nonostante la feroce opposizione di alcuni membri del Parlamento, il Massachusetts fu dichiarato in ribellione.
Lord North assunse inaspettatamente (per lui) il ruolo di conciliatore, redigendo una risoluzione conciliatoria che fu proposta il 20 febbraio 1775 e datata 27 febbraio.
La Risoluzione Conciliatoria dichiarava che qualsiasi colonia che avesse contribuito alla difesa comune e avesse fornito sostegno al governo civile e all'amministrazione della giustizia (ostensibilmente contro qualsiasi ribellione anti-Corona) sarebbe stata esonerata dal pagamento di tasse o dazi, ad eccezione di quelli necessari per la regolamentazione del commercio.
La risoluzione fu indirizzata e inviata alle singole colonie, ignorando intenzionalmente l'illegale Congresso Continentale. Così facendo, Lord North sperava di dividere i coloni tra loro e indebolire così qualsiasi movimento rivoluzionario/indipendentista (soprattutto quelli rappresentati dal Congresso Continentale). La risoluzione si rivelò essere "troppo poco e troppo tardi", e la Guerra d'Indipendenza Americana iniziò a Lexington il 19 aprile 1775.
Il Congresso Continentale, che rappresentava le tredici colonie, respinse la proposta considerandola un'infrazione al loro esclusivo diritto di raccogliere entrate. Al contrario, la colonia fedele della Nuova Scozia accettò la proposta. La Nuova Scozia suggerì di raccogliere le entrate imponendo un dazio sulle importazioni straniere, cosa che fu concessa dal Parlamento che poi abrogò tutte le altre tasse (eccetto quelle legate al commercio) sulla Nuova Scozia

## Reazioni
Il Congresso Continentale ricevette infine la Risoluzione Conciliatoria sotto forma di comunicazione dall'assemblea del New Jersey il 26 maggio 1775. Forse per diverse ragioni (non limitate ai primi successi della Rivoluzione), il 31 luglio 1775 pubblicò un rapporto (redatto da Benjamin Franklin, Thomas Jefferson, John Adams e Richard Henry Lee in commissione, dopo aver terminato altri documenti tra cui la dichiarazione delle cause e della necessità di prendere le armi), che la rifiutava a nome delle colonie.